# Atchison, Topeka and Santa Fe Railway

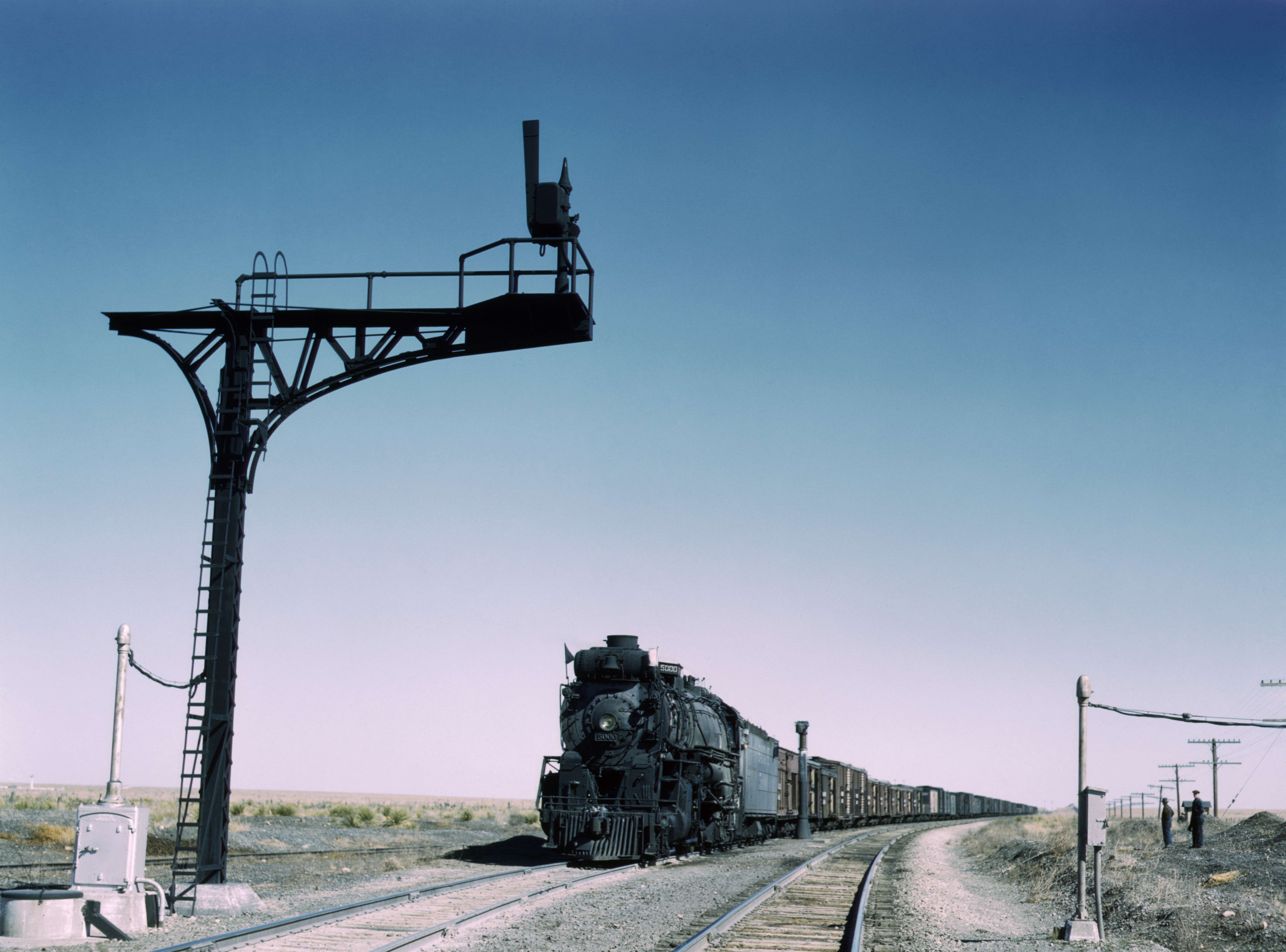
Lok nummer 5000 i Ricardo, New Mexico, 1943.

Atchison, Topeka and Santa Fe Railway, förkortat ATSF, eller i dagligt tal bara Santa Fe, var ett av USA:s största järnvägsbolag. Santa Fe grundades 1859 och existerade fram till 1996 då bolaget gick samman med Burlington Northern och bildade Burlington Northern and Santa Fe Railway.

## Avveckling 1983-1996
1983 meddelade Santa Fe att man ämnade gå samman med Southern Pacific till Southern Pacific Santa Fe Railroad (SPSF). Bolagens lok började målas om i samma färgschema, som fick smeknamnet Kodachrome då loken påminde om film-askarna, så man bara behövde byta ut logotyper. Myndigheterna godkände dock inte affären varpå Santa Fe sålde Southern Pacific till Denver and Rio Grande Western Railroad och fortsatte som ett självständigt bolag fram tills bildandet av BNSF.